# Park Frame
Pour les articles homonymes, voir Reynolds.
Park Frame, est un réalisateur américain né le 17 novembre 1889 à Seattle et mort le 2 juin 1943  en Californie.

## Filmographie partielle
- 1919 : Whitewashed Walls
- 1919 : The Pagan God (en)
- 1919 : The Man Who Turned White
- 1919 : For a Woman's Honor
- 1921 : The Forgotten Woman
- 1924 : Looped for Life
- 1925 : The Drug Store Cowboy